# Quebra-faca
Croton conduplicatus (conhecido popularmente como quebra-faca, quebra-facão ou cordeiro) é uma planta da família Euphorbiaceae e do gênero Croton. Trata-se de um arbusto abundante na caatinga na Região Nordeste do Brasil.

## Propriedades medicinais
Apesar do elevado número de informações as demais espécies do gênero Croton, estudos com o quebra-facão são escassos, mesmo que a planta seja utilizada na medicina popular para os tratamentos de gripe, dor de cabeça, indigestão e dor de estômago. Essa espécie compartilha diversas características farmacológicas em comum com os demais integrantes do gênero como, por exemplo, o potencial anti-inflamatório, antioxidante, antinociceptivo, anticonvulsivo e ansiolítico.